# Hájek (Všeruby)
Hájek je malá vesnice, část městyse Všeruby v okrese Domažlice v Plzeňském kraji. Nachází se asi 1,5 kilometru severovýchodně od Všerub. Prochází zde silnice II/184. Je zde evidováno 35 adres. V roce 2011 zde trvale žilo 96 obyvatel.
Hájek leží v katastrálním území Hájek u Všerub o rozloze 3,58 km².

## Historie
První písemná zmínka o vesnici pochází z roku 1586.

## Obyvatelstvo
| Rok            | 1869 | 1880 | 1890 | 1900 | 1910 | 1921 | 1930 | 1950 | 1961 | 1970 | 1980 | 1991 | 2001 | 2011 | 2021 |
| -------------- | ---- | ---- | ---- | ---- | ---- | ---- | ---- | ---- | ---- | ---- | ---- | ---- | ---- | ---- | ---- |
| Počet obyvatel | 246  | 238  | 216  | 200  | 212  | 187  | 183  | 129  | 110  | 113  | 110  | 85   | 93   | 96   | 88   |
| Počet domů     | 43   | 44   | 46   | 44   | 43   | 42   | 45   | 43   | 24   | 23   | 25   | 27   | 30   | 31   | 31   |

## Obecní správa
Při sčítání lidu v letech 1850–1879 Hájek byl osadou obce Svatá Anna v okrese Domažlice. V letech 1880–1984 byl samostatnou obcí v okrese Domažlice. Od 1. ledna 1985 je částí městyse Všeruby v okrese Domažlice.

## Pamětihodnosti
- Poutní kostel svaté Anny na Tanaberku (od roku 2022 se k němu zpevňuje cesta, která má doposud štěrkový povrch)